# Andrea Rubio
Andrea Valentina Rubio Armas, née le 27 novembre 1998 à Caracas, est une mannequin et reine de beauté vénézuélienne, élue Miss International 2023,.

## Biographie
Rubio naît à Caracas, de Felipe Rubio et Marisela Armas. Elle est diplômée de l'université de La Sabana à Chía, en Colombie, en communications audiovisuelles et multimédia avec une spécialisation en responsabilité sociale des entreprises.

## Concours de beauté

### Miss Venezuela 2022
Le 16 novembre 2022, Rubio représente l'État de Portuguesa à Miss Venezuela 2022 et concourt contre 24 autres candidates au Poliedro de Caracas, où elle remporte le titre de Miss Venezuela International 2022 et succède à Isbel Parra (en).

### Miss International 2023
En tant que Miss Venezuela International, Rubio remporte Miss International 2023 et succède à l'Allemande Jasmin Selberg, faisant d'elle la neuvième Vénézuélienne à remporter le concours .